# Fallout: New Vegas
Fallout: New Vegas er et computerspil udviklet af Obsidian Entertainment og udgivet af Bethesda Softworks. New Vegas er ikke en direkte efterfølger til Fallout 3, men den bruger den samme motor og stil. Det blev udviklet af et par af de medarbejdere, der arbejdede på tidligere Fallout spil på Black Isle Studios, sammen med et større antal nye medarbejdere. Det er hovedsageligt sat i en post-apokalyptisk Nevada, selv om nogle områder i Californien og Arizona også er besøgt. Spillet blev udgivet den 19. oktober 2010 i Nordamerika, 22. oktober 2010 i Europa og 4. november 2010 i Asien.
Ligesom andre spil i Fallout-serien har spillet flere slutninger ud fra spillernes beslutninger.

## Sceneri
Fallout: New Vegas finder sted i løbet af året 2281 og inden for området omkring den tidligere Las Vegas (nu kaldet "New Vegas") omkring fire år efter begivenhederne fra Fallout 3, og omkring 204 år siden den store krig i 2077, som var en krig mellem Kina og USA som endte med Atomkrig. På det tidspunkt, hvor spillet begynder, søger tre stormagter kontrol over New Vegas og dens omgivelser - New California Republic (NCR), Caesars legion og Mr. House. Spilleren er en kurer som arbejder for Mojave Express, som er blevet overfaldet af en gangster ved navn Benny (udtalt af Matthew Perry) undervejs til New Vegas for at levere en mystisk genstand kaldet "Platinum Chip". Benny skyder Kuréren og efterlader dem til døden, og tager "Platinum Chip"en for sig selv, men kuren er reddet af en Securitron navngivet Victor og bragt tilbage til godt helbred af Doc Mitchell i Goodsprings. Derefter går spilleren ud for at beslutte skæbnen af New Vegas.

## Gameplay
Meget af gameplayet er det samme som i Fallout 3, dog var nogle ting blevet forbedret og tilføjet som V.A.T.S. systemet, tredjepersonsperspektiv, flere våben, karakterskaberen og spilleren kan gamble.
Man kan også skabe flere ting i Fallout: New Vegas man kunne også skabe ting i Fallout 3, dog er der mange flere muligheder i Fallout: New Vegas, den store ændringer var at man nu kunne lave mad, drikkevare, stoffer og ammunition.

## Fraktioner
Der er mange fraktioner i Fallout: New Vegas. De tre store er New California Republic (NCR), Caesars legion og Mr. House.
- New California Republic (NCR) er en demokratisk føderation, som gerne vil udvide dets grænser. NCR vil tvinge andre byer og samfund ind i republikken. De er i krig med Caesars legion.

- Caesars legion er en romersk inspireret samfund/gruppe/nation ledet af Caesar som har forenet flere stammer under ham. Legionen gør stort brug af slaveri. Legionen er næsten altid set som den ondeste af de tre supermagter.
- Mr. House er en mystisk forretningsmand der er de facto leder af New Vegas med sin hær af "Securitron" som er sikkerhedsrobotter. Han sørger for at hverken Caesars legion eller NCR kontrollerer Hoover dam imens han selv søger kontrol af Hoover Dam og at New Vegas forbliver selvstændig.[2]

## Udvidelser
Fallout New Vegas har 5 udvidelser som er følgende:
- Dead Money: I dead Money følger man kureren som er fanget af en skør tidliggere Brotherhood of Steel-leder kendt som Elijah, hvor man er fanget på Sierra Madre kasino, hvor man skal arbejde sammen med andre fanger for at når Elijahs mål.
- Honest Hearts: I Honest Hearts foregår i Utahs Zion National Park, hvor man bliver angrebet af en stamme . Hvor man bagefter bliver involveret af en krig mellem de forskellige stammer.
- Old World Blues: Kureren til bortført og bliver en laboratoriemus i et eksperiment. Old World Blues foregår ved Big Mountain, Arizona. Big Mountain var blevet lavet som til et laboratorier hvor eksperimenter med mennesker fandt sted.
- Lonesome Road: I Lonesome Road bliver man kontaktet af ex-legionæren Ulysses, Lonesome Road handler om Kurerens historie før spillet begynder.
- Gun Runners’ Arsenal: Gun Runner Arsenal tilføjer nye våben og våbenmodifikationer.[3]